# 瀬本容子
瀬本 容子（せもと ようこ、1930年（昭和5年） - ）は、日本の画家及び、芸術家。岡山県倉敷市生まれ。

## 人物
中世からルネッサンスにかけての古典技法で、板やガラス、羊皮紙にテンペラ画を描く 。ラピスラズリやローズマダー、イカの墨等を原料として絵の具に使用し、額も制作している。銀座を中心に各地で個展を開催しており、主に幻想的な女性や子供、果実や風景等、多くの作品を制作する。

## 来歴
1930年、岡山県浅口郡玉島町に、五人兄弟の長女として生まれる。父親は証券業を営んでいた。
東京都にある自由学園女子部に入学し、学生時代には倉敷市にある大原美術館で白樺派の武者小路実篤や志賀直哉、梅原龍三郎、安井曾太郎の座談会やラザール・レビィのピアノ演奏に触れ、芸術を身近に感じることで画家になることを決意する。その後、武蔵野美術大学油絵科に進学するが1957年に中退。また、同年には岡山県展入賞。自由美術協会展にも二度出品する。
1962年、以前から希望していたフランスのパリに留学し、グランド・ショミエール芸術学校に籍を置く。パリでの生活では、教養のある婦人に出会ったことがきっかけになり、フランス料理やファッション・ショーに慣れ親しむ。その他には、語学の習得や美術館巡りをする。また、この時ヨーロッパ各地で制作の基本となるテンペラ画に魅せられていく。また、3年後には、アメリカ旅行を経験している。
1966年に帰国した後、都内にアトリエを定め日本での制作を再開する。この頃から、以前から好んでいた寺院や仏像と、留学時代に見た中世からルネッサンスにかけての宗教的木造に共通点を見出し、特に十一面観音をモチーフに選ぶようになる。また、ヨーロッパで見たテンペラ画を日本で揃えられる画材で実験的に独学で制作し始めたのもこの頃である。当時東京藝術大学で金地テンペラ画のゼミを持っていた田口安男の研究室に通うようになり、実験・研究を重ねていく。同時に、銀座のみゆき画廊、ミキモトのギャラリー等で個展を定期的に行う。
1990年、美術出版社より作品集『一千一枚の花びら』を刊行。二年後には、えでぃしょん光村より作品集『真夏の夜の夢』を刊行。銀座を拠点に各地で個展を行いながら、三省堂の文部省検定教科書高等学校国語科用表紙に起用される。
1997年、日本橋髙島屋で個展を開催。また、婦人之友社の雑誌『婦人之友』1月号 - 12月号のカットに起用され、2002年には1月号 - 12月号表紙絵にも起用された。その他に文化出版局の雑誌『ミセス』にも掲載される。
2004年、テレビ朝日「徹子の部屋」に出演。2010年にはニューヨークでも個展を行う。2016年、岡山県立美術館にて個展を開催。現在も多くの作品を精力的に制作し続け、個展を開催している。

## 褒章
- 紺綬褒章（平成30年3月31日発令分）

## 収蔵
- 1992年　作品集『真夏の夜の夢』、早稲田大学坪内博士記念演劇博物館
- 1999年　「真夏の夜の夢」「創世」、世田谷美術館
- 2010年　作品60点、宇都宮美術館
- 2017年　作品5点、岡山県立美術館
- 東京女子大学同窓会館、聖路加国際病院

他

## 主な個展開催場所
- みゆき画廊
- 村松画廊
- 中央公論画廊
- 岡山天満屋画廊
- 札幌パークホテルギャラリー
- 新宿住友ビル明光サロン
- ギャラリーミキモト
- フォルム画廊
- 愛媛県立美術館
- 札幌そごうギャラリー
- アトリエ・スズキ
- 日本橋髙島屋
- ギャルリーMMG
- 自由学園明日館・講堂
- 岡山県立美術館
- 77gallery
- うしお画廊

他

## 掲載書籍
- 1991年　『医療’91』1月号～12月号表紙絵
- 1991年　佐藤愛子『マリアの恋』中央公論社、表紙絵、カット
- 1993年　三省堂、文部省検定教科書高等学校国語科用表紙
- 1994年　岩田裕子『妖精のように生きてみたい』河出書房新社、カバー装画
- 1994年　山本令菜『生日の神秘』日刊スポーツ出版社、カバー装画
- 1997年　三省堂、文部省検定教科書高等学校国語科用表紙
- 1997年　『婦人之友』1月号～12月号カット、婦人之友社
- 1998年　『ミセス』2月号～12月号、文化出版局
- 2002年　『婦人之友』1月号～12月号表紙絵、婦人之友社
- 2015年　『月刊美術』No.482、11月号、実業之日本社

他

## 主な著書
- 作品集『一千一枚の花びら』美術出版社、1990年。ISBN 978-4568170382
- 作品集『真夏の夜の夢』えでぃしょん光村、1992年。
- 作品集『改訂増補 一千一枚の花びら』美術出版社、2000年。ISBN 978-4568170467

## テレビ出演
- 2004年5月6日『徹子の部屋』テレビ朝日